# NGC 6075
NGC 6075 é uma galáxia elíptica (E-S0) localizada na direcção da constelação de Hercules. Possui uma declinação de +23° 57' 54" e uma ascensão recta de 16 horas, 11 minutos e 22,6 segundos.
A galáxia NGC 6075 foi descoberta em 27 de Junho de 1881 por Édouard Jean-Marie Stephan.